# Willem Mahue
Willem Mahue noto anche come Guillaume Mahue (Bruxelles, 1517 – Bruxelles, 1569) è stato un pittore fiammingo.

## Biografia
Fu un ritrattista di grande reputazione ai suoi tempi, ma i suoi dipinti sono rari e non si conosce quasi nulla della sua vita.
Cornelis de Bie lo menzionò nel suo Het Gulden Cabinet, nel 1668, come un pittore prolifico ai suoi tempi ma nessuna delle sue opere è giunta ai nostri giorni.